# Cominium
Cominium è un toponimo presente in tutta l'area osco-sabellica dell'Italia antica.
Il nome sembra riferirsi a località in cui venivano convocate le adunanze (comitia) delle popolazioni di tipo osco; probabilmente ne esisteva uno per ogni popolazione o tribù (touto, in osco), caratterizzato dalla presenza di un luogo sacro e di uno spazio per le adunanze. È attestata la presenza del toponimo per i Marrucini,  per gli Equicoli, per i Pentri, per gli Irpini. Nella zona di Atina, nel territorio appartenuto ai Volsci e poi occupato dai Sanniti, il nome si è conservato nella Valle di Comino: a lungo si è ritenuto che questa fosse la Cominium distrutta dai Romani nel 293 a.C., nel corso della terza guerra sannitica. Su questa identificazione  sono state sollevate rilevanti obiezioni, basate su un riesame delle fonti classiche (Livio) e delle testimonianze archeologiche acquisite con gli scavi nel Sannio interno (Bovianum, Pietrabbondante).